# تلمي بيلو
تلمي بيلو (بالعبرية: תַּלְמֵי בִּיל"וּ‏) هو موشاف في جنوب إسرائيل. يقع في شمال غربي النقب بالقرب من نتيفوت ورهط، ويقع ضِمن نطاق مجلس مرحافيم الإقليمي. في 2019، بلغ عدد سكانه 529.

## التاريخ
تأسس الموشاف عام 1953 من قبل مهاجرين من كردستان ورومانيا. طبع اسمه الذكرى السبعين لوصول أول بيلو إلى أرض إسرائيل.

## وصلات خارجية
- Talmei Bilu Negev Information Centre